# Chapista

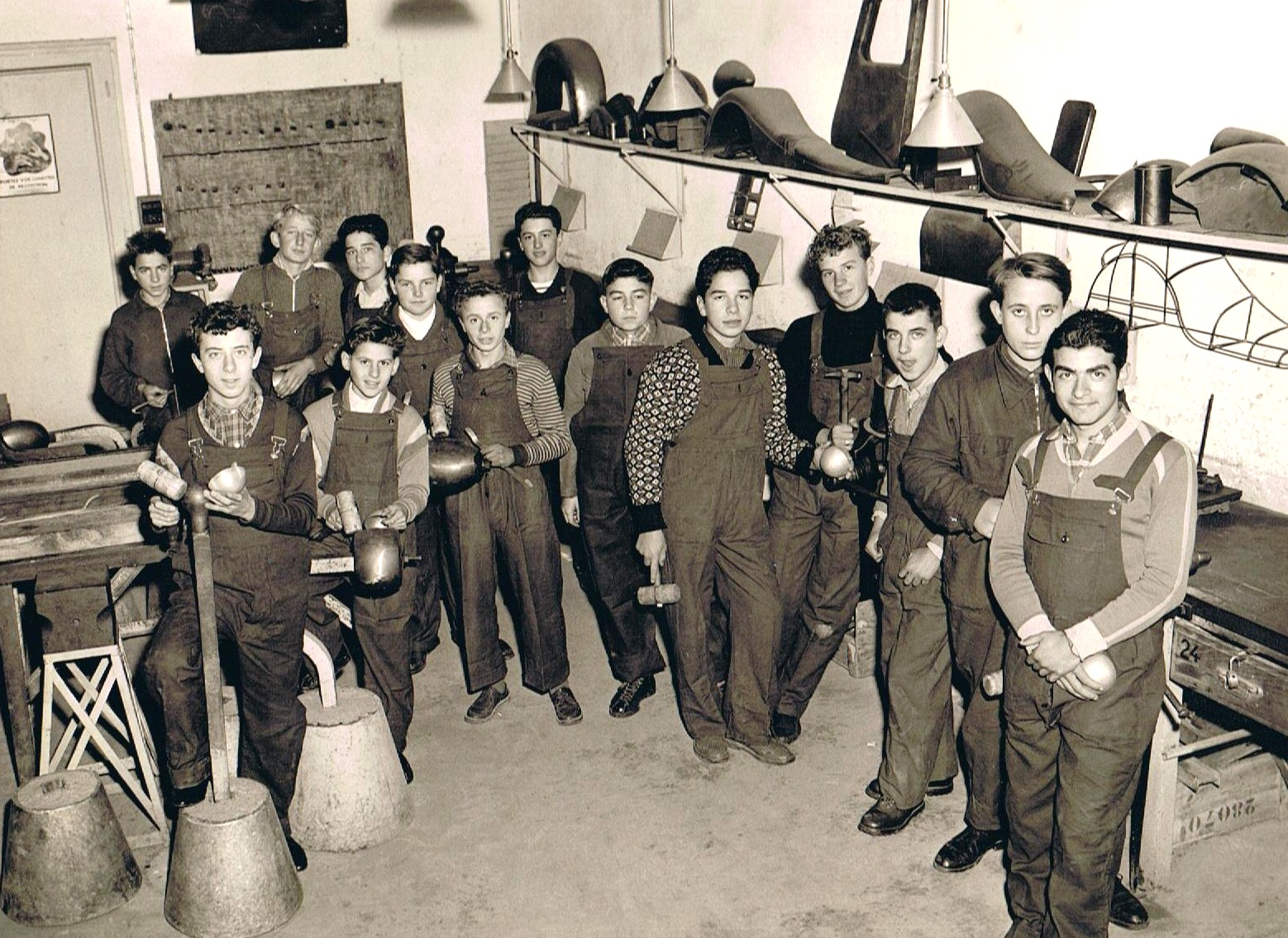
Centro de aprendizaje
Taller de la sección de carrocería en el centro de aprendizaje Georges Lamarque de Niza (Alpes Marítimos) Francia

Se conoce como chapista o chapistero a los profesionales mecánicos que se ocupan de trabajar básicamente con chapas metálicas para realizar los trabajos que requieren para darles determinadas formas o alterar su disposición o estado. Uno de los principales trabajos de los chapistas es la reparación de carrocerías de automóviles o carenados de vehículos de carreras o de aeronaves que han sufrido accidentes o impactos y han quedado deterioradas estética o estructuralmente. Además del chapista de automóviles existen otras profesiones, como el chapista de ascensores, chapista de muebles metálicos, o trazador calderero, entre otras profesiones. También realizan soldaduras y colocaciones de chapas en lugares que se requiera, por ejemplo en techos de galpones.

## Ocupaciones del chapista
Las principales especialidades y trabajos de los chapistas en automoción son:
- Presupuestos para peritaciones.
- Elaboración de presupuestos para las compañías o clientes particulares:
- Confirmación  de repuestos
- Reparación de abolladuras en general.
- Entendimiento y uso de la bancada.
- Soldadura con todo tipo de máquinas, para multitud de objetos y materiales.
- Desmontajes y montajes.
- Reparación de plásticos (paragolpes, faldones, etc.).
- Entendimiento y reparaciones de fibra.
- Sustitución y pegado de lunas.
- Reparación de cerraduras y derivados.
- Reparación de asientos.
- Y en muchos casos, desmontajes de salpicaderos, elementos mecánicos, etc.

## Riesgos laborales
En el ejercicio de su profesión un chapista está expuesto a sufrir una serie de lesiones laborales, como por ejemplo quemaduras y exposición a radiación de luz no ionizante cuando realiza soldaduras de distintos materiales, cortes debido a la manipulación de las herramientas, golpes por el uso de martillos u otros instrumentos y problemas de audición por el empleo de herramientas de percusión, entre otras.